# Roeslan Zacharov (1998-2021)
Roeslan Olegovitsj Zacharov (Russisch: Руслан Олегович Захаров) (Chabarovsk, 9 oktober 1998 – aldaar, 10 oktober 2021) was een Russisch langebaanschaatser. Hij moet niet worden verward met zijn elf jaar oudere naamgenoot.
Zacharov was een sprinter die uitkwam op de 500 meter, 1000 meter en teamsprint. Op de teamsprint won hij bij de wereldbeker schaatsen 2018/2019 - Wereldbeker 3 in Polen brons met zijn teamgenoten Aleksej Jesin en Roeslan Moerasjov. Individueel won hij brons op de 500 meter op het WK junioren 2017 in Helsinki.
In oktober 2021 overleed hij na een verkeersongeval. Hij werd aangereden door een vrachtwagen.

## Persoonlijke records
| Afstand    | Tijd    | Datum            | Baan           |
| ---------- | ------- | ---------------- | -------------- |
| 500 meter  | 35,09   | 2 maart 2018     | Salt Lake City |
| 1000 meter | 1.09,55 | 10 maart 2018    | Salt Lake City |
| 1500 meter | 1.56,81 | 21 november 2014 | Tsjeljabinsk   |
| 3000 meter | 4.18,14 | 20 november 2014 | Tsjeljabinsk   |
| 5000 meter | 7.48,00 | 12 maart 2015    | Tsjeljabinsk   |

## Resultaten
| Jaar | Wereldbeker        | WK Junioren      |
| ---- | ------------------ | ---------------- |
| 2017 |                    | 500m · 21e 1000m |
| 2018 |                    | 4e 500m 9e 1000m |
| 2019 | 36e 500m 64e 1000m |                  |